# Jean-François Allard (général)
Pour les articles homonymes, voir Allard et Jean-François Allard.
Jean-François Allard (8 mars 1785 – 23 janvier 1839) est un général français, né à Saint-Tropez, qui a servi le roi sikh du Panjâb et de l'Empire sikh, Ranjît Singh.

## Période napoléonienne
Capitaine de chasseur à cheval dans la Vieille Garde, Jean-François Allard a combattu en Italie, en Espagne, et en France. Durant les Cent-Jours, il rejoignit Napoléon au golfe Juan, l'escorta jusqu'à Paris où il participa au grand défilé des Tuileries et devint aide de camp du maréchal Brune. Après Waterloo, il partit pour la Perse dont il apprit la langue. Contraint à l’exil politique, l'officier poussa alors jusqu’à Kaboul puis franchit la Ravi à hauteur de Shahdara, en face de Lahore, ayant voyagé sans être inquiété par la police secrète du maharaja Ranjît Singh (1780-1839) qui dirige le royaume du Pendjab.

## Périodesikh
Dès 1822, sitôt assuré qu’il ne s’agissait pas d’émissaires britanniques, Ranjit Singh confiait à J.F Allard et Jean-Baptiste Ventura, son compagnon de route, le soin de former et de commander, sous son autorité immédiate, un corps de troupes d’élite sur le modèle français. Allard créa ainsi une première brigade, baptisée spéciale (Fauj-i-Khas) par le Maharaja et « française » par les populations du Panjâb comme par les services de renseignement britannique (French Legion). En 1827, Allard et Ventura faisaient venir à Lahore deux anciens frères d’armes, Claude-Auguste Court (en) et Paolo Avitabile, qui formèrent chacun leur propre brigade au point que, vers 1830, environ 10 000 hommes, soit le tiers des forces régulières de Lahore, se trouvaient directement placés sous commandement français. L’efficacité de ces brigades étaient d’ailleurs telle qu’en 1835 le reste des troupes régulières du Panjâb fut réorganisé sur le système français.
Le quartier général de ces brigades était à Lahore, où le Maharaja les avait réparties tout autour de la ville, mais les responsabilités de leurs commandements entraînèrent les officiers français dans toutes les provinces du Panjâb : de Peshawar et Multan à la frontière anglaise, jusqu’à Kangru et Mandi dans l’Himalaya. Ces fonctions militaires étaient d’ailleurs doublées d’obligations administratives et fiscales. Ces officiers portèrent un vif intérêt non seulement aux arts du Panjâb, mais encore à son histoire et à ses antiquités : entreprenant les fouilles du site bouddhique de Manikyala ; collectionnant pièces de monnaie et recherchant les traces des campagnes qu’Alexandre le Grand avait menées dans ces régions.

## Retour en France
Le général Allard avait épousé une princesse hindoue de la famille royale de Chamba, Bannou Pan Deï (1811/14-1884), et c’est pour donner à ses enfants une éducation française et chrétienne qu’il obtint de Ranjit Singh un long congé, en 1834. L’arrivée à Bordeaux, en 1835, du général Allard, de la princesse et de leurs cinq enfants prit bientôt l’allure d’un retour triomphal. Toute la presse en parla et, lors de son séjour à Paris, les salons s’arrachèrent le général. Le gouvernement français décida d’officialiser la présence française dans le Panjâb en nommant Jean-François Allard Agent de France à Lahore et en facilitant son retour à Calcutta sur un bâtiment de la marine nationale en 1836. Lors de sa réception officielle à la cour de Lahore, Allard remit une lettre du roi Louis-Philippe adressée au Maharaja Ranjit Singh. C’est à Peshawar que la mort le surprit en 1839.
L'ancienne demeure de maître construite en 1835 par le général Allard à Saint-Tropez, pour son épouse la princesse Pan Deï, a donné naissance après d'importants travaux respectant l'ancienne demeure princière aux allures orientales avec l'ambiance et le caractère des lieux, à un hôtel-restaurant :  Le "Pan Dei Palais".

## Monument
La tombe du général est située à Lahore, c’est dans le jardin de sa résidence à Anarkali, que son corps fut inhumé. Il y repose encore, aux côtés de sa fille aînée, Marie-Charlotte, et, probablement, de l’un de ses fils.
Une maison et une rue portent par  ailleurs son nom,.

## Famille
Enfants de Jean-François et Pan Deï Allard :
- Marie-Charlotte, morte en bas âge. Enterrée à Lahore
- Héloïse, née le 26 novembre 1828 à Lahore, épouse Mr Le Prieur de Bainvillier
- Amélie, née le 24 janvier 1830 à Lahore, épouse Anatole-Antoine Chesnon de Champmorin
- Jean-François-Auguste, né le 7 octobre 1832 à Pool (près de Lahore), épouse Maria de Tournemine. Décédé le 25 septembre 1884 à Saint-Tropez
- Théophile, né le 7 mars 1834 à Lahore, épouse en 1897 Valentine de Valdès. Décédé le 9 octobre 1900 à Saint-Tropez
- Félicie-Marie, née le 2 février 1835 à Calcutta. Décédée le 25 juillet 1846 à Saint-Tropez
- L'orphelin Seed Poor, prince musulman du Multan dont les parents avaient disparu tragiquement lors de la mise à sac de leur cité par les troupes de Ranjit Singh, fut adopté par Allard et Bannou Pan Deï. Il prit le nom d'Achille Allard et accompagna sa famille adoptive en France. Le général le confia en 1836 au cercle des savants naturalistes français et à Adolphe Blanqui pour parachever ses études. Après la mort d'Allard, il accompagna son oncle Benjamin Allard en 1841 à Lahore pour lui servir d’interprète quand ce dernier vint clore les affaires successorales du général. Malheureusement, il attrapa un mauvais mal et mourut lors de ce séjour à l'âge d'environ dix-huit ans. On ne sait pas où il fut enterré.

## Source
Cet article comprend des extraits du Dictionnaire Bouillet. Il est possible de supprimer cette indication, si le texte reflète le savoir actuel sur ce thème, si les sources sont citées, s'il satisfait aux exigences linguistiques actuelles et s'il ne contient pas de propos qui vont à l'encontre des règles de neutralité de Wikipédia.